# Cidones

Umístění obce v provincii Soria

Cidones je obec ve Španělsku. Leží v provincii Soria v autonomním společenství Kastilie a León. Asi čtvrtinu jeho katastrálního území zabírá chráněné území Sabinares Sierra de Cabrejas o rozloze 18,9 km², jež je zařazeno v seznamu Natura 2000.
Podle sčítání Censo de Pecheros z roku 1528, v němž je obec uváděna jako Cedones, zde žilo 15 pecheros, rodin, jež nuceně odváděly daně. Podle sčítání z roku 1842 zde v 49 domech žilo 204 obyvatel. Na konci 20. století byly k Cidones připojeny blízké vesnice Ocenilla, Herreros a Villaverde del Monte.
V centru obce se nachází kostel svatého Michaela archanděla z 18. století.